# Konståkning vid olympiska vinterspelen 1928 – Singel damer
- 14 februari och 15 februari 1928

Tävlingen hölls i Badrutts Parks isstadion. Det var 20 deltagare från åtta nationer.

## Medaljer
| Gren         | Guld              | Silver              | Brons                  |
| Singel damer | Sonja Henie (NOR) | Fritzi Burger (AUT) | Beatrix Loughran (USA) |

## Resultat
| Plats | Utövare                 | Stilpoäng |
| ----- | ----------------------- | --------- |
| 1     | Sonja Henie             | 2452,25   |
| 2     | Fritzi Burger           | 2248,50   |
| 3     | Beatrix Loughran        | 2254,52   |
| 4     | Maribel Vinson          | 2224,50   |
| 5     | Cecil Smith             | 2213,75   |
| 6     | Constance Wilson-Samuel | 2173,00   |
| 7     | Melitta Brunner         | 2087,50   |
| 8     | Ilse Hornung            | 2050,75   |
| 9     | Ellen Brockhöft         | 2003,00   |
| 10    | Theresa Blanchard       | 1970,25   |
| 11    | Andrée Joly             | 1910,00   |
| 12    | Margrit Bernhardt       | 1890,00   |
| 13    | Edel Randem             | 1880,75   |
| 14    | Kathleen Shaw           | 1900,00   |
| 15    | Else Flebbe             | 1833,50   |
| 16    | Karen Simensen          | 1811,75   |
| 17    | Grete Kubitschek        | 1778,50   |
| 18    | Elly Winter             | 1765,75   |
| 19    | Elvira Barbey           | 1648,75   |
| 20    | Anita de St. Quentin    | 1114,25   |

Huvuddomare:
- Walter Jakobsson

Domare:
- Oscar Kolderup
- Francis Pigueron
- Thomas D. Richardson
- Fernand de Montigny
- Henry W. Howe
- Otto Schöning
- Walter Muller